# Volonja pepeljak
Volonja pepeljak (sedmoškrg, lat. Heptranchias perlo), vrsta morskoga psa iz porodice volon ja Hexanchidae. Jedna je od dvije vrsate u redu volonjki, koji žive u Jadranu, i to na dubinama od 300 do 1000 metara.

## Opis
Naraste do 1,4 metra dužine i može težiti do 100kg težine. Zbijenog je tijela, široke i tupe glave. Gornji dio repne peraje zauzima mu trećinu ukupne dužine. S gornje strane je tamnosive boje, a s donje strane bijele. Ima sedam škržnih otvora, pa ga nazivaju i sedmoškrg. Hrani se svim vrstama organizama.
Na poldručju Hrvatske kažnjivo ga je namjerno ubijati.

## Vanjske poveznice
|  | Zajednički poslužitelj ima stranicu o temi Heptranchias perlo    |
|  | Zajednički poslužitelj ima još gradiva o temi Heptranchias perlo |
|  | Wikivrste imaju podatke o taksonu Heptranchias perlo             |